# Шопен, Феликс
Феликс Шопен (фр. Felix Chopin, нем. Felix Schopen; 21 апреля 1813 года ― 2 января 1892 года, Париж) ― французский и российский литейщик бронзовых и железных изделий, предприниматель, Поставщик Двора Его Императорского Величества.

## Биография
Феликс Шопен родился во Франции в 1813 году в семье парижского литейщика Жюльена Шопена. В 1838 году приехал в Санкт-Петербург работать управляющим на литейном заводе Герена, которому угрожало банкротство (Герен и Жюльен Шопен были партнёрами). В 1841―1842 гг. завод перешёл в полную собственность Феликса Шопена. Очень скоро ему удалось наладить производство различных изделий из бронзы, которые пользовались большим спросом. Особенно успешными среди покупателей были его канделябры, бра, а также люстры и маленькие изделия из бронзы, отлитые по эскизам скульптора-анималиста Евгения Александровича Лансере. С 1845 года был Поставщиком Двора Его Императорского Величества. Поставлял люстры из позолоченной бронзы для Владимирского зала и Грановитой палаты в Большом Кремлёвском дворце Московского Кремля.

Развитию фабрики Шопена во многом способствовали правительственные заказы. В 1840-е годы ему заказали отлить двери для Исаакиевского собора, а также для московского храма Христа Спасителя.
В 1876 году Шопен принимал участие во Всемирной выставке в Филадельфии, где представил публике свою монументальную люстру на 100 свечей, изготовленную из позолоченной бронзы, а также ряд изделий из фарфора. В Санкт-Петербурге его продукцию можно было часто встретить в церквях и в домах знати. С точки зрения стилистики работы Шопена в основном можно отнести к так называемому «Второму рококо» (или неорококо). Шопен продолжал иметь статус поставщика двора императора и снабжать его множеством бронзовых изделий, а также организовал тесное сотрудничество своей фабрики с Императорским фарфоровым заводом Санкт-Петербурга. Поставлял он не только монументальные произведения, но также занимался и мелкой работой по созданию фурнитуры для дверей и окон или, ремонтировал или дорабатывал то, что уже было при дворе. В основном сотрудничал с Евгением Лансере, но также создавал бронзу по моделям Аартемия Обера, Марка Антокольского, Михаила Микешина, Андрея Гуна и некоторых других скульпторов и художников.
В 1867―1868 гг. Шопен на основе договора подписки создал 64 бюста русских царей и великих князей, каждый по 30 см высотой.
В 1888 году Шопен доверил управление заводом Шарлю Берто, с которым он работал с 1886 года. Сам же он уехал обратно во Францию, где и скончался в 1892 году.

## Основные произведения
- Люстры в Мраморном дворце, Санкт-Петербург (1849)
- Люстра в Петергофе (1850)
- Памятник императрицы Екатерины II (1862)[8]
- Постамент для памятника Лютеру (Кейла), Эстония (1862)
- Памятник Я. П. Бакланову, Санкт-Петербург (позднее перевезён в Новочеркасск) (1877)[9]